# Carl Gustav von Sievers

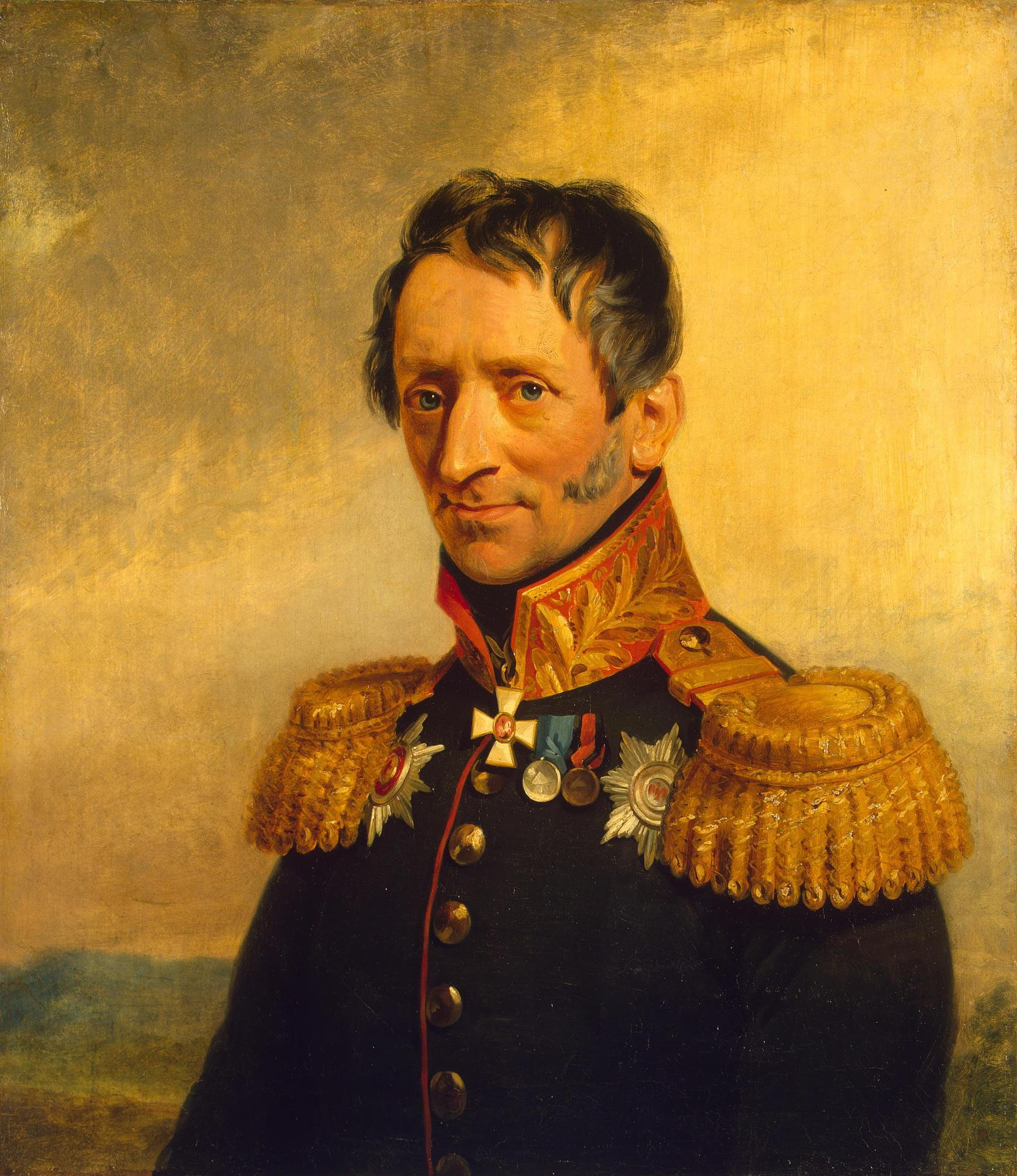
Carl Gustav Graf v. Sievers

Carl Gustav Graf von Sievers (russ.: Карл Карлович [Карл Густав] Сиверс; * 8. Novemberjul. / 19. November 1772greg. in Alt Ottenhof, Livland; † 18. Märzjul. / 30. März 1856greg. in Moskau) war ein russischer General und Staatsmann deutsch-baltischer Herkunft.

## Leben
Er war der Sohn des Grafen Karl Eberhard von Sievers (1745–1821) und der Freiin Martha von Mengden (1748–1837), sowie Neffe des bedeutenden russischen Staatsmannes Jacob Johann von Sievers.
Carl Gustav von Sievers trat 1785 in das russische Artillerie- und Ingenieurkadettenkorps ein und wurde 1789 als Stückjunker in die Armee eingestellt. In den folgenden Kriegen, zuerst gegen Polen 1792, machte er schnell Karriere und war 1803 bereits Generalmajor. 1806 kämpfte er gegen die Türkei, wobei er 1810 seinen Bruder Jakob Ernst von Sievers verlor, 1806 im Dritten Koalitionskrieg in der Schlacht bei Austerlitz gegen Frankreich, wie auch im vierten an der Seite Preußens.
Im Österreichischen Feldzug gegen das Herzogtum Warschau 1809 besetzte eine russische Reitertruppe unter seinem Befehl Krakau, bevor die polnische Armee unter Poniatowski gemäß einer Abmachung mit dem österreichischen Oberkommando von der Stadt Besitz ergreifen konnte. Der Vorfall steigerte das ohnehin gespannte Verhältnis der verbündeten Polen und Russen zum offenen Hass. Für Zeitgenossen blieb unklar, ob es sich, wie offiziell dargestellt, lediglich um eine eigenmächtige Aktion Sievers’ gehandelt hatte.
Während des Krieges Napoleons gegen Russland 1812 erhielt er als General für seine Verdienste in den Schlachten um Smolensk und Borodino das Georgskreuz.
Im Jahre 1813 wurde er erst Kommandant von Königsberg und dann Gouverneur von Ostpreußen. Am 6. Dezember 1833 wurde Sievers zum russischen Senator berufen. Er starb am 18. März 1856 in Moskau.

## Orden und Ehrungen
- Von 1843 bis 1853 war er Patron der St. Petrikirche in Sankt Petersburg
- 20. Oktober 1812 Russischer Orden des Heiligen Georg II. Klasse
- Er war ebenfalls Träger des Ordens der Heiligen Anna I. Klasse und des Ordens des Heiligen Alexander Newski.

## Nachkommen
- Mindora (1812–1878) ⚭ mit Sergej Muchanow (russischer Geheimrat)
- Emanuel (1817–1909), russischer Oberhofmeister und Senator ⚭ mit der Gräfin Elise Koskull
- Jakob (1818–1865), russischer Oberst ⚭ mit der Fürstin Wera Dondukow-Korsakow
- Sophie (1821–1901)
- Alexander (1823–1887), Gouverneur von Moskau ⚭ mit Lydia Schatilow